# Громадське формування «Сєвєр»
Громадське формування з охорони громадського порядку і державного кордону «Сєвєр», відоме також як батальйон «Сєвєр» — добровольча організація, створена у 2014 році для захисту від потенційного поширення агресії Російської Федерації на Чернігівщину. З 2015 року батальйон переоформився як громадське формування.

## Історія створення
Наприкінці серпня 2014 року, коли була відчутна реальна загроза порушення північних рубежів нашої держави з боку сусідньої країни — агресора Російської Федерації. Саме задля захисту північного кордону зібралися громадяни з різних регіонів України і утворили добровольчий батальйон «Сєвєр».
Частково у жовтні-листопаді 2014 року бійці добробату «Сєвєр» увійшли до лав добровольчого батальйону спеціального призначення «Золоті ворота», утвореного при головному управлінні МВС України у місті Києві, і бійці якого брали участь у бойових діях на сході України на території проведення антитерористичної операції. У батальйоні «Золоті ворота» вони прослужили по декілька ротацій поспіль.

Звільнившись наприкінці весни та на початку літа 2015 року і приступивши до мирного життя, вони не втратили бажання захищати батьківщину і свідомо ухвалили рішення щодо створення громадського формування з охорони громадського порядку і державного кордону «Сєвєр».

### Мета створення
Об'єднання соціально активних, патріотично налаштованих, свідомих громадян задля надання допомоги підрозділам Державної прикордонної служби України у підтриманні контролю за цілісністю державного кордону України, боротьбі з незаконним переміщенням через державний кордон України товарів та людей (незаконною міграцією), а органам Національної поліції України — у підтримці належного громадського порядку. 

### Юридичні підстави
Громадське формування з охорони громадського порядку і державного кордону «Сєвєр» за своєю суттю є громадською організацією, яка створена на підставі Закону України «Про участь громадян в охороні громадського порядку і державного кордону» від 22 червня 2000 року № 1835-ІІІ, зареєстрована відповідно до чинного законодавства 20 липня 2015 року виконавчим комітетом Чернігівської міської ради і внесена до Єдиного державного реєстру юридичних осіб та фізичних осіб-підприємців та громадських формувань (ЄДР) 27 липня 2015 року.

## Діяльність
Формування «Сєвєр» співпрацює з Державною прикордонною службою України, спільно з підрозділами Чернігівського прикордонного загону Північного регіонального управління ДПС України проводить піші патрулювання.
Посилює патрульні підрозділи польотними групами з використанням безпілотних летальних апаратів, військовослужбовцям Херсонського та Бердянського прикордонних загонів Азово-Чорноморського регіонального управління ДПС України отриманням цінної інформації шляхом аеромоніторингу територій, недоступних пішим або автомобільним патрулям. 
За запрошенням голови Луганської обласної державної адміністрації — керівника військово-цивільної адміністрації області, відокремлені групи Формування надають допомогу у наведенні та підтриманні громадського порядку у зоні проведення антитерористичної операції. 
У зоні АТО Формування співпрацює в аеромоніторинзі території з підрозділами Збройних Сил України, Національної гвардії України та Служби безпеки України.
З метою вишколу членів формувань, відпрацювання тактики спільних з прикордонниками дій, отримання ними навичок тактичної медицини, поводження з вибуховими пристроями, спільних злагоджених дій під час здійснення патрулювання, координації дій при залученні до патрулювання пілотних груп, за ініціативи Формування наприкінці лютого 2016 року на базі Навчального центру ДПС України «Оршанець» (м. Черкаси) були проведені тижневі збори членів громадських формувань і об'єднань. На даний час членами Формування продовжується виконання завдань з аеромоніторингу державного кордону України.

## Відзнаки
За підсумками 2016 року керівництвом Чернігівського прикордонного загону Північного регіонального командування ДПС України формування «Сєвєр» було нагороджено грамотою, а у лютому 2016 року заслуги членів Формування були відмічені грамотою Голови Державної прикордонної служби України.

## Структура
- Командир формування.
- Штаб формування на чолі з начальником Штабу.
- Підрозділ забезпечення безпеки.
- Ревізійна комісія.
- Прикордонний підрозділ.
- Поліцейський підрозділ.
- Підрозділ підтримки.